# Abe Kōbei
Abe Kōbei est un nom japonais traditionnel ; le nom de famille (ou le nom d'école), Abe, précède donc le prénom (ou le nom d'artiste).
Abe Kōbei (安部 幸兵衛), né le 26 octobre 1847 dans la province d'Etchū au Japon et décédé à l'âge de 71 ans le 6 septembre 1919 à Yokohama, est un entrepreneur japonais de l'ère Meiji.

## Biographie
Il arrive à Edo (Tokyo) dans son enfance et est adopté par son oncle Abe Takeru. En 1859, il commence un apprentissage à l'entreprise de produits de la mer Enami Shōbei. 
Lorsque Yokohama devient un port ouvert en 1858, la société Enami y ouvre une filiale où part travailler Abe. La succursale est cependant fermée en 1874 mais Abe continue à travailler avec l'ancien directeur Masuda Kahei.
En 1884, il devint l'unique propriétaire de Masuda-ya, l'un des plus grands comptoirs commerciaux du port de Yokohama. Il fait ainsi des affaires dans l'import-export de riz, de sucre, de farine de blé, de pétrole, et de denrées quotidiennes. En 1889, il devient représentant du congrés de Yokohama, puis en 1895 membre de la chambre de commerce de Yokohama. 
Il fonde également plusieurs sociétés comma la Nihon Sugar Refinery Co., la Yokohama Sugar Refinery Co., la Teikoku Flour Co. et la Nisshin Spinning Co.. Il est le directeur de nombreuses autres compagnies et banques.
Souffrant d'un cancer de l'œsophage depuis 1917, il meurt en 1919.